# William Mulholland
William Mulholland (Belfast, 11 de septiembre de 1855 – Los Ángeles, 22 de julio de 1935) fue un ingeniero norirlandés pionero en los servicios hídricos de California, Estados Unidos, conocido sobre todo por su proyecto del acueducto de Los Ángeles.
Nació en Belfast, Irlanda y emigró a New York en 1870 con su hermano, Hugh Mulholland y más tarde a San Francisco en 1877. Mulholland trabajó como minero en Arizona antes de vivir en Los Ángeles, lugar en el que empezaría a ser conocido.
Un ingeniero autodidacta, trabajó en la zanja-excavación en San Pedro con El Departamento de Agua y Energía de Los Ángeles. Después de muchos años, se hizo jefe de la agencia y transformó el desierto con un sistema central usando las regaderas, las pipas, y El Central Depuradora de Mulholland.
El acueducto de Los Ángeles (375 km) fue concluido en noviembre de 1913.